# Nicolás Tenorio Cerero
Nicolás Tenorio Cerero (Villalba del Alcor, Huelva, 28 de diciembre de 1863-Sevilla, 1 de diciembre de 1930) fue un escritor, historiador, político y juez español.

## Biografía
Huérfano a los cinco años, se trasladó a vivir a la ciudad de Sevilla. Estudió la licenciatura de derecho en la Universidad de Sevilla entre los años 1881-1886. 
Tras licenciarse en derecho, ejerció la abogacía y el periodismo varios años hasta que, obtiene por oposición el puesto de juez a finales del siglo XIX. Su primer destino (1897), fue en la ciudad de La Habana; no llegó a tomar posesión pues, días antes de desembarcar en Cuba, se declaró la Guerra Hispano-Estadounidense, que conllevó a la independencia de la isla. 
De regreso a España, permaneció cuatro años sin destino como juez, tiempo que aprovechó para cursar la carrera universitaria de Historia e iniciarse en el estudio de los importantes archivos ubicados en Sevilla, como el Archivo General de Indias y otros, al tiempo que ejerció la abogacía y el periodismo en Sevilla. Ejerció la carrera de magistrado juez en distintas regiones de España como Galicia, Murcia, Cádiz, Burgos y Sevilla. Fue secretario contador del Ateneo de Sevilla entre los años 1889-1893. Miembro electo de la Real Academia Sevillana de las Buenas Letras desde el año 1900. Es redactor de la revista El Noticiero Sevillano desde su fundación en el año 1893, trabajando para otras publicaciones periodísticas de la época como El Porvenir.
En su segundo destino, como juez de Primera Instancia e Instrucción, Nicolás Tenorio, llegó al partido judicial de Viana del Bollo (provincia de Orense) desde Sevilla en octubre de 1900. Ejerce en Viana hasta el año 1906, fecha en que se trasladó a Villamartín de Valdeorras (Orense). Posteriormente es trasladado a la localidad de Mula (Murcia) en 1910, de donde pasó a ejercer en Cádiz en 1910, siendo nuevamente traslado a Burgos como teniente fiscal de la Audiencia; para años después en 1917, terminar su carrera judicial en su Sevilla natal, como magistrado de lo civil. Paralelamente a su ejercicio profesional de la carrera judicial, se dedicó al estudio histórico, con la creación de interesantes libros sobre la época medieval en Sevilla, las instituciones jurídicas y políticas de la época.
Publicó libros de estudio sociológico y antropológico.
Nombrado hijo predilecto de Sevilla. Su obra ha tenido actualmente una nueva reedición en especial la titulada «La Aldea Gallega», debido a que se trata del primer estudio antropológico escrito sobre la galicia rural y aporta detalles de la cultura y costumbres populares únicos.

## Bibliografía

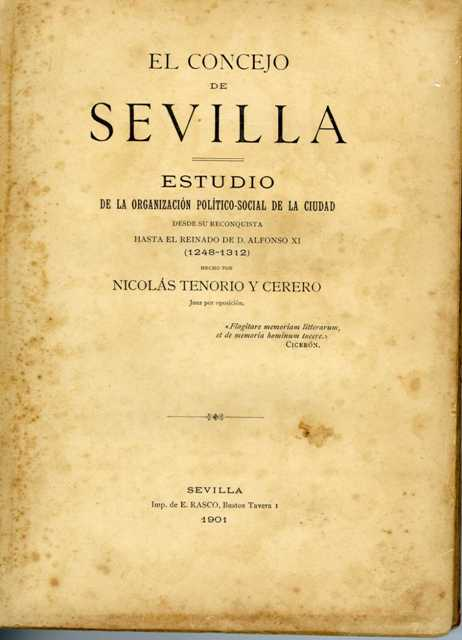
El concejo de Sevilla 1901.

## Estudios sobre su obra
- El Concejo de Sevilla de Nicolás Tenorio Cerero. F. M. Pérez Carrera, C. de Bordons Alba. Serie: Historia y Geografía n.º 13. ISBN 84-472-0302-6
- Nueva lista documentada de los tripulantes de Colón en 1492. Alice Bache Gould
- La aldea gallega. Nicolás Tenorio; introducción de Carlos García Martínez, Editor: Vigo: Edicions Xerais de Galicia, 1982.